# The Vigil (film 1914)
The Vigil è un cortometraggio muto del 1914 diretto da George Osborne

## Produzione
Il film fu prodotto dalla Domino Film Company.

## Distribuzione
Distribuito dalla Mutual, il film - un cortometraggio in due bobine - uscì nelle sale statunitensi il 3 dicembre 1914.